# Hatidža Mehmedović
Hatidža Mehmedović (Srebrenica, 1952 - Sarajevo, 2018) fue una activista bosnia de derechos humanos, sobreviviente de la masacre de Srebrenica. Fundadora de las Madres de Srebrenica, una asociación de mujeres con familiares asesinados, dedicó su vida a lograr enjuiciar a los autores, llevándolos ante los tribunales.

## Biografía
Conocida también como Hatidža Bektić, nació en la aldea de Bektići, cerca de Sućeska, en el municipio de  Srebrenica. Con estudios primarios, se dedicaba a las tareas de su hogar cuando estalló la guerra de Bosnia. Su familia estaba compuesta por su marido, Abdulah Mehmedović, y sus hijos, Azmir y Almir (apodado Lalo). Los tres fueron asesinados en la masacre.

### Masacre de Srebrenica
En 1995, las fuerzas serbias habían invadido gran parte del este de Bosnia, expulsado a la población bosnia local en una campaña  limpieza étnica. Su objetivo era anexar a la vecina Serbia, las zonas controladas bajo la denominada República de Srpska (1992-1995). Más de 40.000 personas, en su mayoría bosnios, se refugiaron en Srebrenica, uno de los últimos enclaves de la región, fuera del control  de los serbobosnios. Sin embargo, la ciudad fue conquistada por fuerzas dirigidas por el general serbio-bosnio Ratko Mladić. Las mujeres de Srebrenica fueron evacuadas, pero 8.000 hombres y niños bosnios fueron asesinados por paramilitares bajo el mando de Mladić.
Mehmedović vio por última vez a su marido e hijos,en las colinas boscosas que rodean la ciudad. Describió la separación definitiva de su familia en una entrevista concedida a la televisión bosniaca, en noviembre de 2017 : "Estábamos allí parados y mi hijo pequeño, Lalo, decía: Anda, madre, vete, vete, ya,  mientras me acercaba cada vez más y no me soltaba. Pensábamos que nos veríamos en dos o tres días. No sabía que los matarían a todos".
Fue trasladada en autobús a un lugar relativamente seguro, Kladanj, una ciudad cerca de Tuzla. Los funcionarios de la Cruz Roja le informaron posteriormente  que su marido y sus hijos estaban desaparecidos. Se encontraban entre los asesinados además de sus dos hermanos: Edhem y Hamed. Posteriormente declararía en entrevista a El País: "Si supiera que los mataron enseguida, sin torturarlos, se me quitaría la mitad de la pena".  Mostró un par de fotos y un cuaderno escolar y manifestó: "Si no fuera por estos recuerdos, los únicos que conservo, pensaría que jamás tuve familia".

## Activismo
Vivió en un suburbio de Sarajevo desde finales de 1990 hasta 2002 momento en el que regresó a su antigua casa situada a las afueras de Srebrenica y ello, a pesar de los recuerdos dejados por la guerra y la masacre. Fue de las primeras bosnias en regresar de forma permanentemente a la zona, quería demostrar que  bosnios y serbios podían vivir juntos. Su  regreso fue difícil, había poca electricidad y pocas carreteras pavimentadas en la región; su único vecino en ese momento era un anciano serbio al que ayudaba con las tareas domésticas y las compras. Subrayó que no culpaba a los serbios ni guarda ningún sentimiento de culpa colectiva hacia ello, su acción abogaba por el arresto y la condena de los autores individuales de la masacre de Srebrenica.
En 2002, el mismo año en que regresó a la ciudad, fundó Madres de Srebrenica, una asociación de mujeres y sobrevivientes cuyos familiares fueron asesinados en la masacre. Fue  líder y presidenta de la organización que abogó por la justicia para las víctimas,  recolectando también donaciones para los sobrevivientes y sus familias. Elaboraron un registro de 8.106 desaparecidos. "No es la cifra final", afirmó Mehmedovic, "conozco familias cuyos muertos no están en esa lista".
Los restos de su familia fueron recuperados posteriormente, entre las más de 100 fosas comunes descubiertas en la región. Sus cuerpos fueron identificados y en 2010 los hizo enterrar en el Memorial del Genocidio de Srebrenica, en el cercano pueblo de Potočari. En 2003, en la inauguración del memorial, no le permitieron hablar ante las autoridades, pero Hatidza pudo gritarle al expresidente de Estados Unidos, Bill Clinton: "¿Por qué no hizo algo? ¿Por qué no hizo nada?".
Mehmedović se convirtió en una firme defensora de la reparación judicial para las víctimas del genocidio bosnio. Se dirigió tanto al público bosnio como al internacional, entre ellos periodistas, estudiantes, activistas de derechos humanos, vecinos y políticos. En una entrevista antes de su muerte, reiteró: "No podemos permitir que quienes mataron sean considerados iguales a los que fueron asesinados." No debería ser la única que tenga miedo de un  futuro en el que no sepamos quién fue el perpetrador y quién  la víctima".
Más tarde se opuso abiertamente al creciente nacionalismo en Bosnia y Herzegovina y condenó públicamente a los políticos de los Balcanes que negaron la masacre de Srebrenica o apoyaron la división étnica o sectaria en la región.
En noviembre de 2017, viajó a La Haya y estuvo presente en la sala del Tribunal Penal Internacional para la ex Yugoslavia (TPIY) que sentenció a Ratko Mladić a cadena perpetua por su papel, en la masacre de Srebrenica. En una entrevista en Deutsche Welle (DW) declaró: «Una cadena perpetua para Mladić es solo una gota en el océano».
Como presidenta de las Madres de Srebrenica, señaló que, incluso con el veredicto, «Nosotras, las madres, vivimos solo del recuerdo de nuestros hijos», y recordó a los observadores que aún existían perpetradores de otros crímenes de lesa humanidad cometidos en Bosnia  que también debían ser llevados ante la justicia. Declaró a DW: «Nos entristece que [Mladić] haya sido condenado solo por Srebrenica y no también por genocidio en otras comunidades bosnias. Se está juzgando a los verdugos, pero la entidad creada por estos, todavía existe", refiriéndose así a la República Srpska, vigente tras el alto el fuego pactado en los Acuerdos de Dayton.
La casa de Mehmedović, cerca de Srebrenica, recuperada en 2002, se convirtió en un monumento conmemorativo para las víctimas de la masacre. Ella cuidaba tres pinos en su jardín, los había plantado su hijo Almir, antes de la guerra. También conservó un camino de cemento que conducía a su casa, donde Almir había escrito su nombre en el hormigón recién vertido, junto a la puerta principal.

## Muerte
Falleció en julio de 2018 en un hospital de Sarajevo como consecuencia del cáncer de mama que padecía, tenía 65 años. Su muerte fue confirmada por Ćamil Duraković, su amigo y exalcalde de Srebrenica, quien la calificó como una "mujer dura y fuerte, una líder increíble en una sociedad mayoritariamente patriarcal en la que las mujeres permanecen en un segundo plano ".
Cientos de personas asistieron a su funeral en Srebrenica. y fue enterrada en Sućeska. Michael Brand, político alemán y miembro del Bundestag que colaboró estrechamente con  ella, señaló: "luchó como una leona" en nombre de las víctimas de la masacre y de sus familias, pero  "su misión era la justicia, no la venganza". La llamó "una espina en el costado de quienes hasta el día de hoy intentan ocultar los crímenes de guerra más graves y reescribir la historia", y reiteró que sin ella muchos detalles y autores de los ataques en Srebrenica nunca se habrían descubierto.